# 크람푸스 (영화)
크람푸스(Krampus)는 미국에서 제작된 마이클 도허티 감독의 2015년 코미디, 판타지, 공포 영화이다. 애덤 스콧 등이 주연으로 출연하였고 토머스 툴 등이 제작에 참여하였다.

## 출연

### 주연
- 애덤 스콧
- 토니 콜렛
- 엠제이 앤서니

### 조연
- 데이비드 케크너
- 앨리슨 톨먼
- 스테파니아 러비 오언
- 아이비 조지
- 콘처터 페렐
- 루크 호커